# Villa Albrecht (Magdeburg)

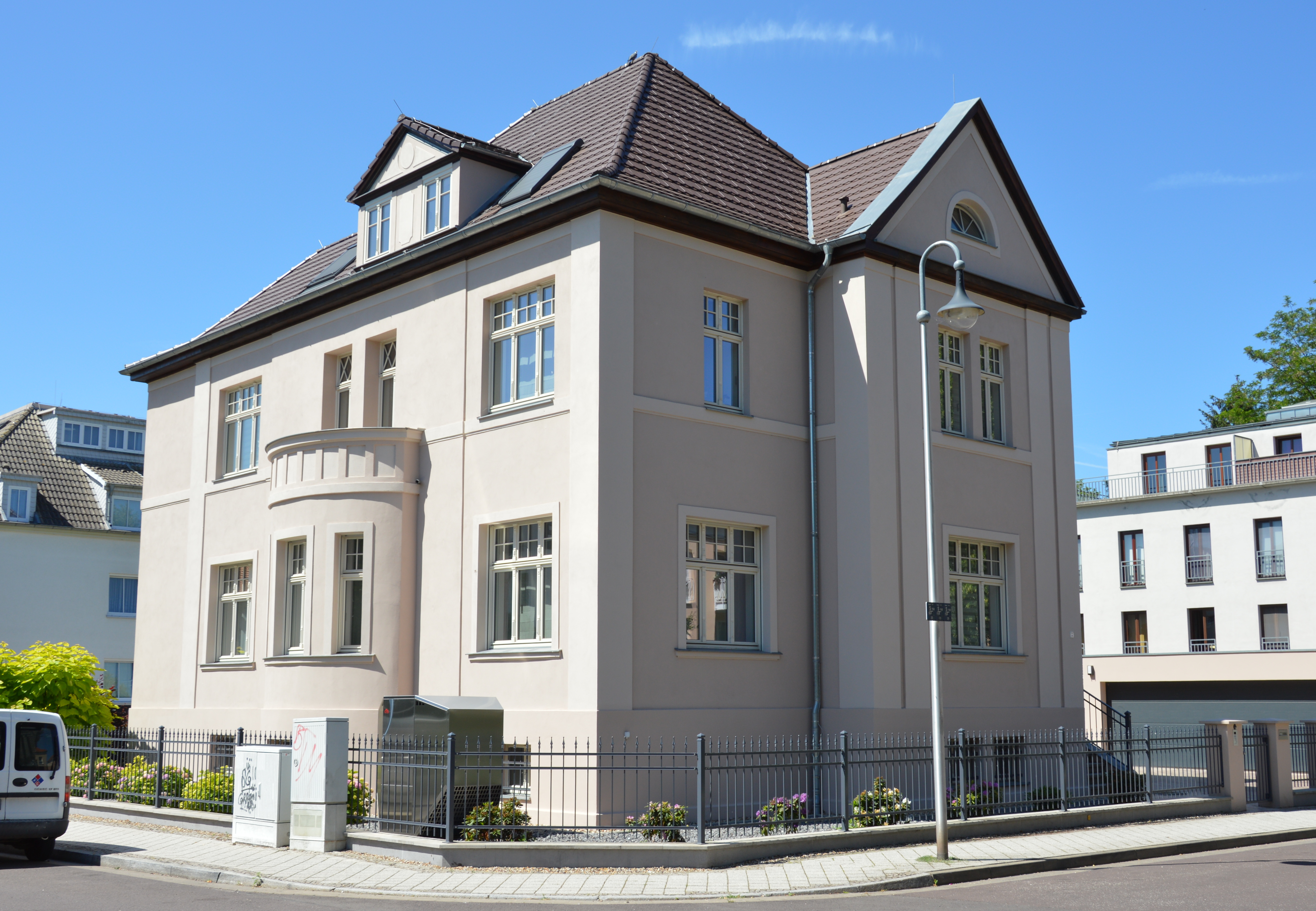
Villa Albrecht

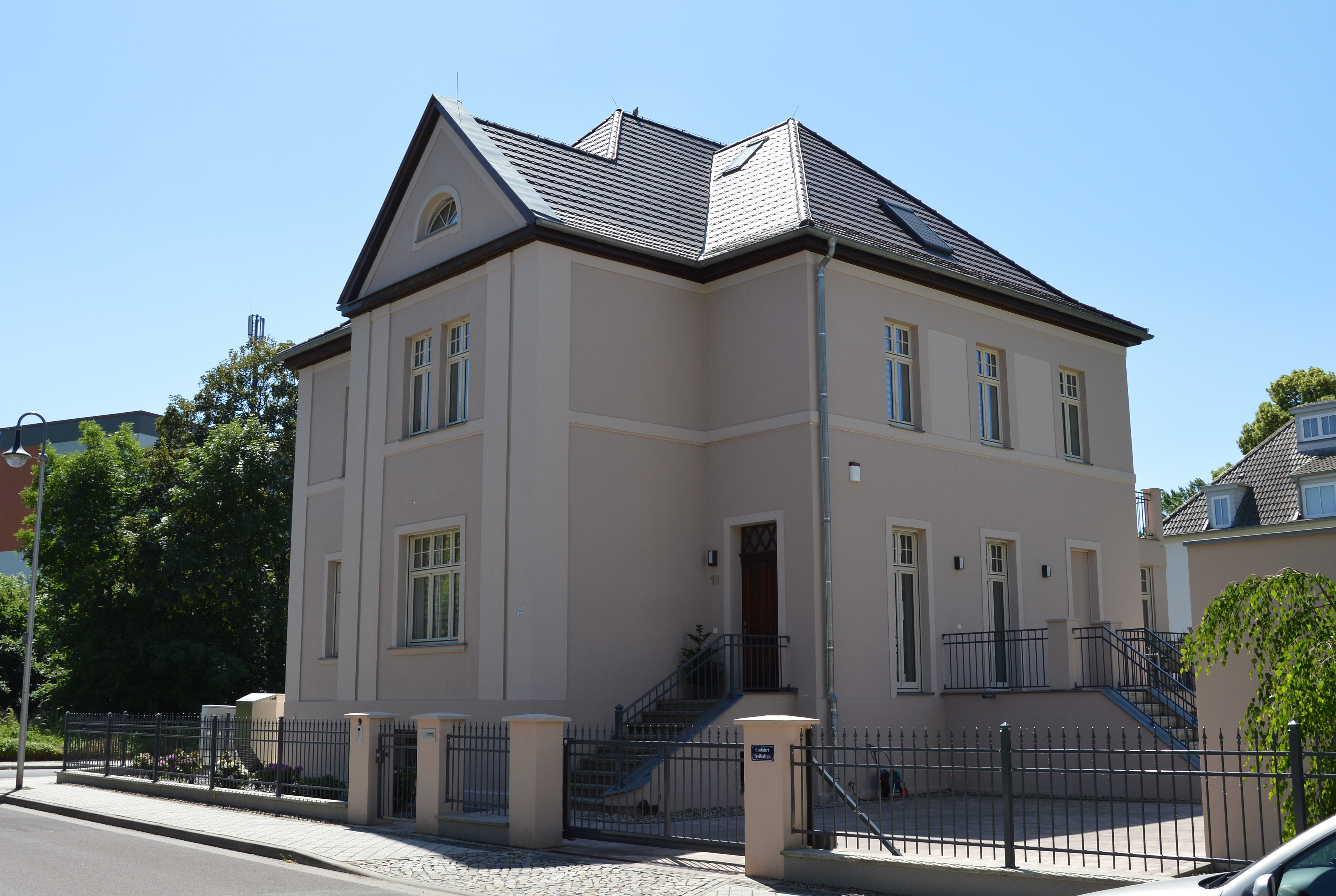

Die Villa Albrecht ist eine denkmalgeschützte Villa im Magdeburger Stadtteil Herrenkrug in Sachsen-Anhalt.

## Lage
Sie befindet sich an der Ecke von Hauffstraße und Mörikestraße.

## Architektur und Geschichte
Die repräsentativ gestaltete zweigeschossige Villa wurde in der Zeit um 1910 gebaut. Der verputzte Bau wurde im Stil des Neoklassizismus gestaltet. Bedeckt ist die Villa von einem Pyramidendach. Die Gebäudeecken werden durch Lisenen hervorgehoben. Nach Norden zur Hauffstraße hin besteht ein kastenförmig hervortretender Risalit. Er wird von einem Dreiecksgiebel bekrönt, in dem sich ein Lünettenfenster befindet. Nach Osten zur Mörikestraße befindet sich ein halbrunder, eingeschossiger Segmentbogenerker, auf dem ein Balkon angeordnet ist.
Im örtlichen Denkmalverzeichnis ist die Villa unter der Erfassungsnummer 107 15033 als Baudenkmal verzeichnet.